# Наконечний Володимир Васильович
Наконечний Володимир Васильович (8 березня 1956, с. Лозна, Уланівський (нині Хмільницький) район, Вінницька обл.— 18 грудня 2010, Дніпропетровськ (нині Дніпро) — український скульптор, чоловік О. П. Годенко-Наконечної, батько Л. В. Наконечної, тесть С. Є. Сабакаря.
Автор пам'ятника Дмитру Яворницькому в м. Дніпро, інших монументальних робіт та меморіальних дошок, в основному в Дніпрі. Працював також у ділянці станкової скульптури, дрібної пластики; створив бронзову «Мамаїану» — цикл творів з теми «Мамай» (1987—2010), низку портретів, зокрема історичних постатей України. Брав активну участь у громадському житті міста періоду перебудови та незалежності.

## Біографія
Володимир Васильович Наконечний народився в 1956 році на Вінниччині в селянській родині. Завершив Республіканську художню середню школу ім. Т. Г. Шевченка (1972—1975), Київський художній інститут (1975—1985; викладачі Макар Вронський, Володимир Чепелик; з перервою на службу в армії в Київському воєнному окрузі, 1981-83). З 1985 року постійним місцем проживання став Дніпропетровськ. У 1985—97 роках працював на місцевому художньо-виробничому комбінаті. Від 1985 р. — учасник всесоюзних (у період СРСР), всеукраїнських, обласних (не лише спілчанських, але й альтернативних), зарубіжних та міжнародних мистецьких виставок. Персональні виставки відбулись у Києві (2006), Дніпрі (2007), Дніпродзержинську (нині Кам'янське) (2011, посмертна). Від 1989 року — член Національної спілки художників України.
Свій перший скульптурний конкурс (і перший у Дніпрі періоду незалежності України) Наконечний виграв у 35 років (1991). Це був конкурс на створення пам'ятника відомому історику Дмитру Яворницькому, проте встановлення пам'ятника відбулось до 140-річчя з дня народження вченого в 1995 р. Завдяки оригінальному рішенню та високим художнім якостям цей надмогильний монумент одразу став однією з візитівок міста та заслужено прославив молодого митця. У подальшому скульптор брав активну участь в інших конкурсах і не раз ставав переможцем, зокрема в конкурсах на пам'ятник жертвам сталінських репресій для Дніпропетровська (1993, не реалізований); на меморіальні дошки письменнику Валер'яну Підмогильному (2003, відлита з бронзи, проте не встановлена, пропала при нез'ясованих обставинах), конструктору М. Решетньову (2010, дошка завершена після смерті автора скульптором Г. Хачатряном) та ін. Останнім конкурсом скульптора, на якому він став переможцем, був всеукраїнський конкурс на створення меморіалу, присвяченого гетьману України Івану Мазепі та шведському королю Карлу XII, для «Поля Полтавської битви» під Полтавою (2008, архітектор Олексій Козолуп, задум скульптурного ансамблю так і залишився в ескізі).
Помер Володимир Васильович 18 грудня 2010 року раптово, від серцевого нападу, у віці 54 років. Багато творів залишилось не завершеними. Панахида відбулася в приміщенні обласної організації НСХУ. Поховали видатного скульптора та громадського діяча на Запорізькому кладовищі м. Дніпро.

## Творчі роботи
Ще напередодні незалежності В. В. Наконечний зробив рішучий крок у бік національного забарвленості образів, стилістичної виразності. Ним було втілено оригінальні ідеї пластичного трактування сторінок драматичної української історії та її видатних особистостей, серед них: байкаря Леоніда Глібова (1985-89), Анни Ярославни (1992), гетьмана Івана Мазепи та його сучасників (низка творів, 1993—2008), Степана Бандери (1997), Киріака Костанді (2003), Миколи Гоголя (2009), Тараса Шевченка (2010) та ін. Проте одним з центральних для скульптора став образ «співця козаччини» Д. Яворницького, конкурсний ескіз пам'ятника кому спровокував свого часу довготривалу дискусію навколо неординарного авторського рішення, адже академік зображений босоніж, зодягненим у козацькі шаровари, з козацьким надмогильним хрестом у руках — багатозначним символом пам'яті і каяття. Для самого автора звернення до образу дослідника козацтва було першою ознакою повернення Придніпров'ю (як козацькому краю) історичної пам'яті, уособленням і віддзеркаленням трагічної долі свого народу. Статуя поставлена на надмогильний камінь (серед клаптику степу), що своєю формою нагадує валуни Дніпровських порогів (досліджуваних істориком), на тлі бокового фасаду Національного дніпропетровського історичного музею ім. Дмитра Яворницького (розробка архітектора В. І. Мірошніченка). У рік встановлення пам'ятника Яворницькому (1995) скульптор став лауреатом Першої премії в номінації «скульптура» на Міжнародній бієнале «Пан-Україна'95», що проходила у Дніпрі, за бронзові твори «Зевс та Європа (Дьяус і Прітхіві)», «Народження Єлени», «Пушан» (нині в колекції Дніпропетровського художнього музею).
Занурившись у козацьку тему, В. Наконечний створив образи засновника козацтва Дмитра Байди-Вишневецького, кошового отамана Івана Сірка, козацького архітектора Якима Погрібняка (будівничого знаменитого дерев'яного Троїцького собору в Новомосковську Дніпропетровської області), засновника Павлограда козака Матвія Хижняка та ін. Козацькі мотиви розробляв у таких творах, як «Кобзар на коні» (1987), «Військо Запорозьке» (1989), «Великий Мамай» (1990) та ін. У подальшому образ козака Мамая стає глибшим та символічнішим, що знайшло своє відображення в його знаменитій серії передусім бронзових робіт «Мамай» (1987—2010), де цей персонаж набуває значення не просто козака, а українського архетипу. Саме Мамая як стержневий образ бачив скульптор на центральних площах Києва (подавав таку ідею на конкурс пам'ятника Незалежності в 2010 р.) та Дніпра (пропонував міському голові замінити пам'ятник Леніну), мріяв про встановлення «Мамаїв» на козацьких курганах. Образ Мамая став центральним на двох персональних (ювілейних, на честь 50-річчя з дня народження) виставках художника, які відбулись у Національному художньому музеї України (Київ, 2006) та Дніпропетровському художньому музеї (2007) під назвою "Проект «7514». Ця загадкова для багатьох цифра означала 2006 рік і відсилала до старого українського літочислення (від створення світу). У представлених творах митець виявляв в образно-символічній або реалістичній формі міфопоетичний пласт української культури — від трипільської, індоєвропейської і слов'янської прадавнини до часів козаччини.
Крім монумента Д. Яворницькому, майстер створив низку монументальних робіт: пам'ятник-меморіал «У скорботах і печалях втіха» (2008, архітектор О. Плосконіс; встановлено поруч зведеного Храму однойменної ікони Божої Матері на житловому масиві «Перемога» в пам'ять про загиблих жителів зруйнованого будинку, де 13 жовтня 2007 року стався вибух), декоративна паркова композиція «Маленький принц» (1998, архітектор Ю. Аліпов), пам'ятник будівельникам дніпровської набережної (1996, архітектор В.Мірошниченко), меморіальні дошки академіку Федору Абрамову (1987), письменнику Івану Манжурі (1990), губернатору Андрію Фабру (2005), освітянину і ректору Академії митної служби Петру Падуну (2006) (усі — в Дніпрі); пам'ятники воїнам Другої світової війни (Синельникове, 1988; Перещепине, 1989; обидва — Дніпропетровської обл.).
Містянам особливо припала до душі паркова скульптура Володимира Наконечного «Маленький принц» (за твором Антуана де Сент-Екзюпері) (архітектор Ю. Аліпов). За задумом скульптора хлопчик сидить на кулі, що являє собою планету, на якій жив принц. Біля нього його улюблена троянда… Скульптура знайшла своє місце серед невеличкого озера у парку ім. Л. Глоби в Дніпрі.
|  | ...З вагомих скульптур у мене є композиція «Маленький принц» в парку Лазаря Глоби. Я називаю його «хлопчик на кулі». До речі, зі скульптурою "Маленького принца" була пов’язана майже скандальна історія. Планету я вже виліпив, її відлили з бронзи на заводі ім. Леніна, а хлопчика я ліпив у своїй майстерні. Коли ми зрозуміли, що не встигаємо його відлити в бронзі, вирішили залишити його в гіпсі, пофарбувати під бронзу і поставити зверху на планету. Так офіційно і відкрили. А коли ми через день її зняли, щоб замінити, – поповзли чутки, що її вкрали. Володимир Наконечний |

Крім роботи в бронзі, Наконечний любив працювати в камені (габро, мармур, агальматоліт), дереві (дуб, горіх, груша, граб), іноді — оргсклі, смолах, шамоті. Низка творів раннього етапу творчості, другої половини 1980-х (мармурові «Зустріч. Космонавти Л. Леонов та Т. Стаффорд» та «Десант», гранітний «Молодий поет» та ін.), привернули увагу критиків і глядачів та були закуплені у Києві та Москві. Показав себе блискучим майстром документальних та узагальнених портретних характеристик: історичних діячів та сучасників, серед них портрети дружини й дочки, художників Марії Приймаченко, Феодосія Гуменюка, Дмитра Стецька, Олега Голосія та ін. Основні твори малих форм — медалі, рельєфи («Трипільський торс», триптих «Ясир» та ін.); деякі композиції побудовані на контрасті рельєфу та контррельєфу, зокрема цикли, присвячені героям та антигероям Полтавської битви («Мала гра» та «Велика гра», «Кохання гетьмана. Іван Мазепа та Мотря Кочубеївна» та ін.). 

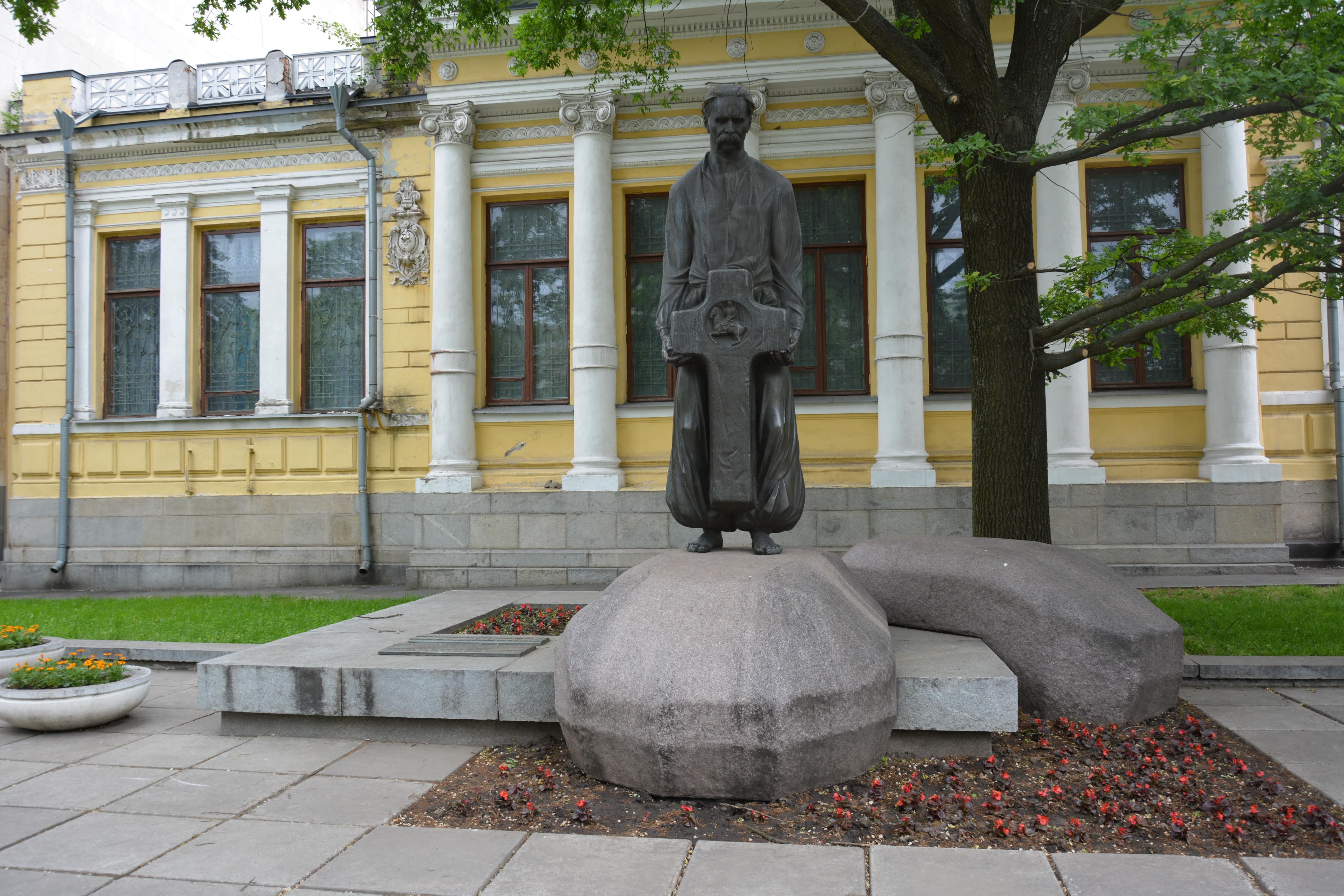
Пам'ятник Дмитру Яворницькому біля Дніпропетровського історичного музею імені Д. І. Яворницького

Скульптор часом захоплювався чисто абстрактними формами, проте, в цілому, тяжів до стилістики української архаїки та українського модернізму, відкидав імпресіонізм у скульптурі. У своїй творчості використовував як символічну мову, так і достовірну трактовку форми, проте піднімався над реальністю, буденністю до знакового звучання, чому сприяли прийоми стилізації, народнопісенної поетизації; зумів поєднати філігранну техніку зі справжньою монументальністю та цілісністю композиції. Осмислення античних та староукраїнських міфів породило низку творів, пластика яких базується на знаковості, абстрагованості, відході від оповідальності в поєднанні з довершеністю реальних деталей, що робить ці композиції одночасно архаїзованими та модерними. Неповторна специфіка індивідуального світобачення проявилась в яскравій самобутності авторського почерку — творчій манері митця притаманна висока культура опрацювання пластичної форми, пружність об'ємів, любов до полірованої поверхні, увага до деталей, творче осмислення українських традицій.
В останній рік життя працював над новими роботами серії «Мамай», образом Тараса Шевченка, символічними композиціями «Знаки Зодіака», рельєфними сценами з життя Іоанна Предтечі для трьох дверей храму Іоанна Хрестителя на Січеславській Набережній Дніпра, які так і залишились лише в ескізі.

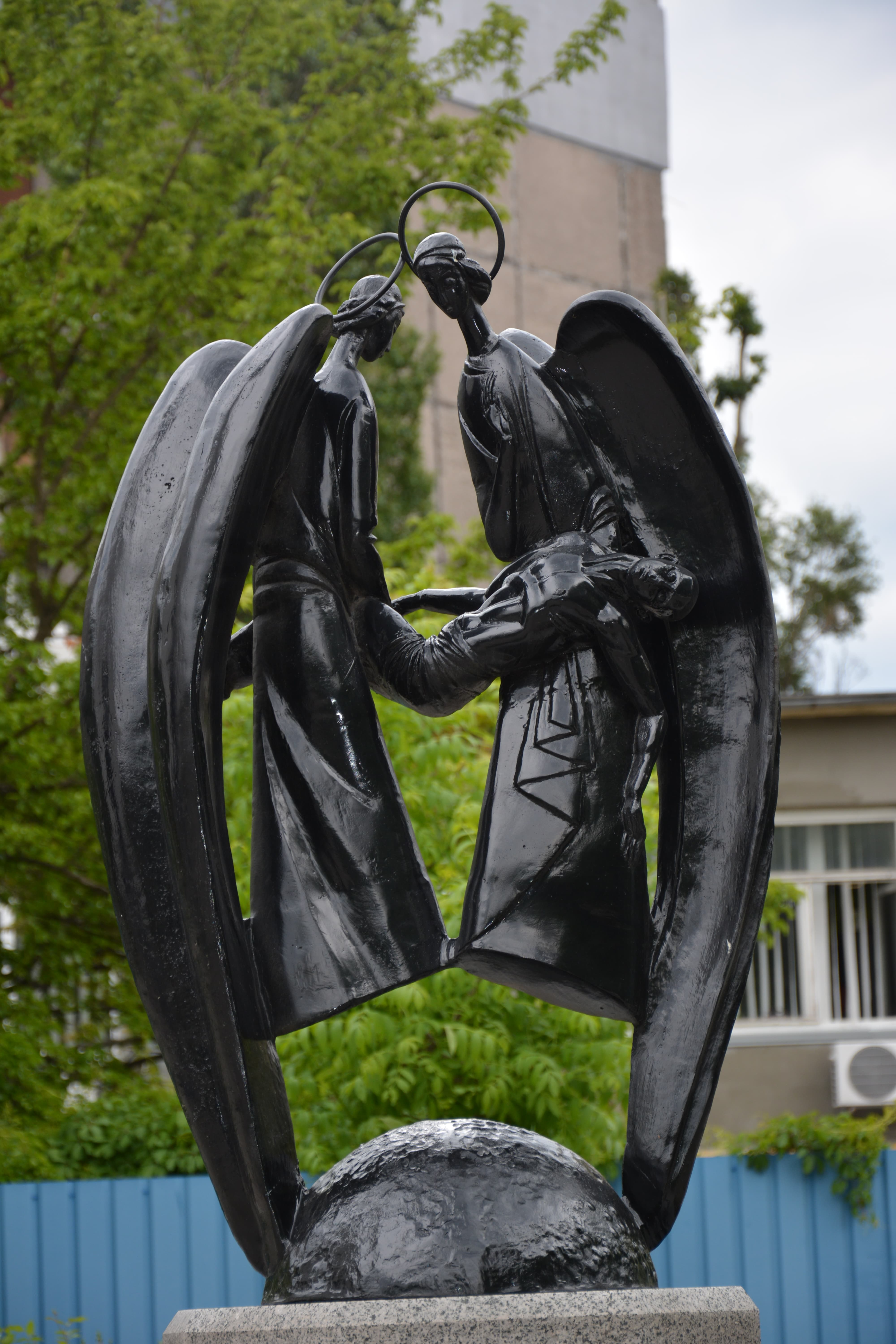
Меморіал у пам'ять про загиблих жителів зруйнованого будинку у місті Дніпро.

Основні твори: пам'ятники — Д. І. Яворницькому (1995), будівельникам дніпровської набережної (1996; обидва в Дніпрі, арх. — В. Мірошниченко), декор. композиція «Маленький принц» у парку ім. Лазаря Глоби (1998, арх. Ю. Аліпов); меморіал «У скорботах і печалях втіха» (2008, арх. О. Плосконіс); мемор. дошки — акад. Ф. Абрамову (1987), поету І. Манжурі (1990), письменнику В. Підмогильному (2004, втрачена), губернатору Я. Фабру (2005), освітянину П. Падуну (2006; усі — у Дніпрі); рельєфи — триптих «Ясир», «Лада»,  поліптих «Велика гра» (усі — 1991), «Трипільський торс», диптихи «Анна Ярославна. Генріх І Капетінг», «І. Мазепа. Карл XII» (усі — 1992), «Кохання гетьмана. Іван Мазепа і Мотря Кочубеївна», «Феодосій Гуменюк», «Дмитро Стецько», поліптих «Мала гра. Іван Мазепа та Петро І», «Писанка. Мистецтвознавець О. Годенко» (усі —1993), медаль «Киріак Костанді» (2003); станкові твори — «Портрет Матвія Годенка» (1979), «Полудень» (1984), «Портрет дружини» (1985), «Сонячний день», «Зустріч. Космонавти Леонов і Стаффорд», «Молодий поет», «Кобзар на коні» (усі — 1987), «Десант», «Пробудження. Дочка Лада» (обидва — 1988), «Байкар Л. Глібов», «Військо Запорозьке» (обидва — 1989), «Великий Мамай» (1990), «Дмитро Байда Вишневецький» (1991), «Народження Єлени», «Зевс та Європа», «Пушан» (усі — 1995), «Пам'яті Олега Голосія» (2000), «Портрет Марії Приймаченко», «Портрет Нестора Махна» (обидва — 2001), «Цвіт папороті», «Великий Рама» (обидва — 2002), «Птах», «Трипільська Венера», «Оголена», «Самсон» (усі — 2003), «Микола Гоголь (з тим, хто за спиною)» (2009), «Портрет Т. Г. Шевченка», «Жах», «Знаки Зодіаку» (усі —2010), 15 бронзових композицій серії «Мамай» (2000—2010) та ін.
Окремі роботи зберігаються в Національному художньому музеї України, Дніпропетровському художньому та Національному історичному ім. Д. Яворницького музеях, Музеї історії міста Кам'янське, Міністерстві культури України, Дирекціях виставок НСХУ та СХ Росії, приватних галереях та збірках.

## Віросповідання
Належав до Рідної Української Національної Віри.

## Політична діяльність
В останні роки життя був членом Дніпропетровської організації ВО "Свобода". Балотувався від партії на виборах до місцевих рад у 2010 році.

## Відзнаки і нагороди
- Подяка міського голови м. Дніпропетровська І. Куліченка (2002).
- Подяка міського голови м. Полтави А. Матковського (2008).
- Почесна грамоту Міністерства культури і туризму (2007).
- Лауреат першої премії в номінації «скульптура» Міжнародної Бієнале «Пан-Україна’ 95» (м. Дніпропетровськ).